# Desiderius
Desiderius (også kendt som Daufer eller Dauferius; Didier på fransk og Desiderio på italiensk) var den sidste langobardisk konge af Italien. Han regerede fra 756 til 774. Han er hovedsageligt kendt for hans relationer til Karl den store, som giftede sig med hans datter og erobrede hans kongerige.

## Vej til tronen
Desiderius stammede oprindeligt fra Brescia. Han var en adelig officer: "dux Langobardorum et comes stabuli" ("konstabel og hertug af langobarderne"), som tilsyneladende svarede til frankernes Dux Francorum. Aistulf gjorde ham til hertug af Istrien og Toscana og efter Aistulfs død i 756 blev han kronet som langobardernes konge. Samtidigt prøvede Aistulfs forgænger som konge (og hans bror), Ratchis, der ellers havde trukket sig tilbage i klosteret Monte Cassino, også at blive konge. Ratchis opnåede i den første tid bred opbakning i den nordlige del af Italien, mens alle modstanderne af Hertugdømmet Friuli (hvoraf Aistulf og Ratchis tilhørte) flokkes til Desiderius. Desiderius fik også støtte af pave Stefan 2. og frankernes konge Pipin den lille, efter at han havde lovet at efterleve den fredsaftale Aistulf tidligere havde indgået med frankerne. I 757 trak Ratchis sig igen tilbage til et kloster og vejen var banet for Desiderius' kongeambitioner. Ved hans kroning lovede Desiderius at tilbagelevere mange af kirkestatens byer tilbage til Den Hellige Stol, som betaling for pavens opbakning til hans kroning. Men senere opstod der konflikt med pave Stefan 3., da denne modsatte sig at Karl den store giftede sig med Desiderius' datter (paven modsatte sig ægteskabet, da Karl den store allerede var gift). Herefter stoppede Desiderius med at tilbagelevere byer til pavestolen, efter at kun nogle få var blevet overdraget.

## Som regent
Som hans forgængere prøvede han at udvide langobardisk herredømme over de rester af Italien der stadig lå uden for deres rækkevidde. Politikken førte ham på kollisionskurs med Pavestaten og hertugdømmerne i syd. Hertugdømmerne Benevento og Spoleto vendte sig mod den langobardiske konge i Pavia og allierede sig med frankerne. I 758 gjorde hertug Liutprand af Benevento oprør, men blev besejret af Desiderius og frataget sit hertugdømme, der i stedet blev overdraget til Arechis af Benevento og derved bundet tættere til kronen. Samme år blev Alboin af Spoleto afsat og Desiderius indsatte sig selv som hertug i Spoleto.
Pave Stefan modsatte sig Karl den stores ægteskab med Desiderius datter Desiderata i 768, men havde ved hans død i 772 forhandlet fred med langobarderne. Den nye pave Hadrianus bønfaldt Karl den store om hjælp mod Desiderius, og ægteskabet blev annulleret og Desiderata sendt tilbage til hende far. Derudover søgte Gerberga, enke efter Karl den stores bror Karloman, i eksil og beskyttelse hos langobardernes konge efter hendes mands død i 771; og – sandsynligvis som hævn for den fornærmelse Karl den store havde udsat Desiderius for, ved at sende Desiderata tilbage – anerkendte Desiderius hendes børn som de lovmæssige arvinger til frankernes krone, bebrejdede pave Hadrianus for at nægte at krone dem og invaderede pavens territorium i Pentapolis. Hadrianus og Desiderius udsendinge mødtes til forhandlinger i Thionville, hvor Karl den store allierede sig med paven.
I 773 krydsede Karl og hans onkel Bernhard, Alperne og invaderede Italien. Langobarderne blev besejret ved Mortara (Ara Mortis) og snart belejret bag Pavias mure. Desiderius søn Adelchis prøvede at samle en ny hær i Verona, men den unge prins måtte flygte, først til kysten og senere da Karl nærmede sig med hans styrker, videre til landflygtighed i Konstantinopel.
Belejringen af Pavia fortsatte indtil 774, hvor – mod til gengæld at hans soldater og folk slap uskadt – Desiderius åbnede byens porte og overgav sig til Karl. Desiderius og hans kone Ansa blev lukket inde i et kloster i Frankrig, i Liège (nuværende Belgien) eller måske Corbie. Desiderius døde omkring år 786. Han blev den sidste langobardiske konge. Hans søn prøvede forgæves at rejse en hær for at få tilbagekæmpet sig kongeriget, men døde i landflygtighed i Konstantinopel. Karl den stor tog sig titlen rex Langobardorum (langobardernes konge).

## Familie
Desiderius var gift med Ansa: Sammen fik de fem børn, en søn og fire døtre:
- Anselperga, abbedisse i Sankt Salvatore klosteret
- Adelperga, gift med Arechis
- Liutperga, gift med Tassilo
- Desiderata (Gerperga), gift med Karl den Store fra 768 til 771
- Adalgis, patricier i Konstantinopel